# Берлингероде
Берлингероде (нем. Berlingerode) — община в Германии, в земле Тюрингия. 
Входит в состав района Айхсфельд. Подчиняется управлению Линденберг/Айксфельд.  Население составляет 1222 человека (на 31 декабря 2010 года). Занимает площадь 11,66 км².